# Islote Figueroa
Die Islote Figueroa (spanisch, in Argentinien Islote Mansilla) ist eine kleine Insel vor der Danco-Küste des Grahamlands auf der Antarktischen Halbinsel. Sie liegt vor dem südlichen Ausläufer des Kap Sterneck in der Hughes Bay. Die Insel besteht aus zwei Erhebungen, die aus der Ferne an Kamelhöcker erinnern.
Wissenschaftler der 1. Chilenischen Antarktisexpedition (1946–1947) benannten sie.